# Batalha de Rubizhne
A Batalha de Rubizhne foi um conflito militar que iniciou em 15 de março de 2022 e terminou em 12 de maio durante a invasão da Ucrânia pela Rússia em 2022, como parte da ofensiva do leste da Ucrânia e da ofensiva do Donbas.

## Antecedentes
Por volta das 15h do dia 28 de fevereiro, forças russas começaram a bombardear a cidade de Severodonetsk, o centro administrativo do oblast de Lugansk, localizada ao sudeste de Rubizhne. De acordo com o governador do oblast, Serhiy Haidai, uma pessoa foi morta e várias outras ficaram feridas.
Em 2 de março, combates foram reportados em quase todas os assentamentos próximos a Severodonetsk. As foraçs russas continuaram a bombardear a cidade, incluindo uma escola que estava sendo usada como abrigo antibombas. Nenhuma morte foi reportada. Às 15h20min daquele dia, militares ucranianos disseram que os russos tentaram entrar na cidade, mas foram repelidos. 4 dias depois, Haidai afirmou que havia combates em Lysychansk, Severodonetsk e Rubizhne.

## Batalha

### Março
Em 17 de março, forças pró-russas da República Popular de Lugansk avançaram em direção à cidade and captured the western and northwestern outskirts of Rubizhne and then attacked the southern part of the town around noon, e capturaram as partes oeste e noroeste de Rubizhne, além de atacar a parte sul, enquanto capturavam o prédio administrativo da cidade. No mesmo dia, a RPL controlava porções de Rubizhne, enquanto batalhava na região sul do assentamento. Entre 19 e 20 de março, forças russas e separatistas capturaram o vilarejo de Varvarivka, ao norte de Rubizhne.
Em 22 de março, o presidente da RPL, Leonid Pasechnik, afirmou que "quase 80% do território" do oblast de Luansk foi capturado e que "Popasna, Lysychansk, Rubizhne, Severodonetsk e Kremmina ainda não haviam sido libertadas". Ele relatou que a situação no campo de batalha era "tensa" e que as unidades da Mílicia Popular de Lugansk estavam tentando controlar Popasna e Rubizhne. Dois dias depois, forças russas fizeram mais avanços em Rubizhne.

### Abril
Até 6 de abril, as forças russas haviam supostamente capturado 60% da cidade de Rubizhne, e projéteis e foguetes continuavam a atingir a cidade em intervalos regulares e constantes. No dia seguinte, as forças da 128.ª Brigada de Assalto à Montanha lançaram uma ofensiva que, segundo relatos, afastou as forças russas de 6 a 10 quilômetros da cidade de Kreminna, localizada a noroeste de Rubizhne.

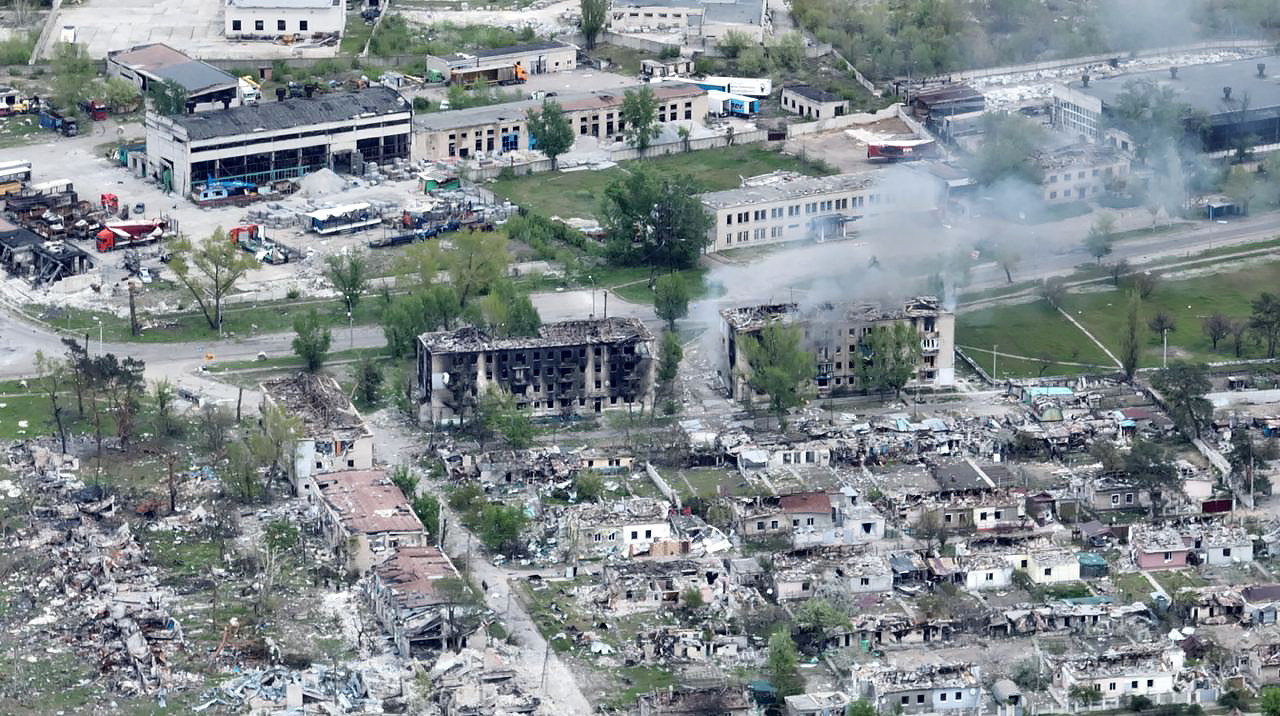
Rubizhne após a batalha

Em 9 de abril, elementos da 4.ª Divisão de Tanques da Guarda Russa estavam concentrados na área. Entre 11 e 12 de abril, os ataques contínuos das forças russas não avançaram. Até 16 de abril, a Ucrânia afirmou que 70% de Severodonetsk foi destruída por bombardeios russos.
Em 18 de abril, a Rússia renovou sua ofensiva no Donbas, lançando ataques aéreos em Severodonetsk. Naquela manhã, tropas russas entraram em Kreminna, enquanto as forças ucranianas perderam o controle em meio a intensos combates. Haidai afirmou que mais de 200 civis foram mortos durante a batalha, e mais quatro civis foram mortos e outro ficou ferido enquanto tentavam escapar dos combates. Durante os confrontos, um comandante do batalhão da RPL foi morto quando ele e seus combatentes foram cercados por forças ucranianas perto de Kreminna e "lutaram até o fim", de acordo com a RPL. Os confrontos deixaram um número desconhecido de mortos e feridos. No dia seguinte, as forças russas asseguraram o controle total de Kreminna.
Em 20 de abril, as forças russas e da LPR avançaram em Rubizhne, capturando a parte central da cidade. Até 26 de abril, o Exército da Rússia estava avançando lentamente a oeste e ao sul da cidade na tentativa de cercar as forças ucranianas.

### Maio
Em 3 de maio, a Ucrânia relatou que aeronaves russas bombardearam um silo de grãos em Rubizhne. O silo de grãos, de propriedade da Golden AGRO LLC e inaugurado em 2020, foi completamente destruído. Também em 3 de maio, a vila de Mykhailivka, perto de Rubizhne, foi alvo de bombardeios. Em 4 de maio, as forças ucranianas afirmaram que as forças russas tentaram assumir o controle total de Rubizhne sem sucesso. Foi relatado que as forças russas capturaram Rubizhne e a cidade vizinha de Voevodivka em 12 de maio de 2022. A BBC afirma que durante os combates por Rubizhne, foram disparados até 1,5 mil projéteis por dia antes que as forças russas avançassem. The BBC claims that during the fighting for Rubizhne up to 1500 shells per day were fired before Russian forces advanced.

## Baixas
Pelo menos 13 civis foram mortos e 14 ficaram feridos nos combates na cidade.